# Ballana dola
Ballana dola är en insektsart som beskrevs av Delong 1964. Ballana dola ingår i släktet Ballana och familjen dvärgstritar. Inga underarter finns listade i Catalogue of Life.